# Ruud van Hemert
 (octobre 2018).
Pour les articles homonymes, voir van Hemert.
Ruud van Hemert, né le 29 octobre 1938 à Amsterdam et mort le 5 juin 2012 à  Wapserveen, est un réalisateur et scénariste néerlandais.

## Biographie
Ruud van Hemert est le fils du réalisateur Willy van Hemert. Il est le frère de l'actrice Ellen van Hemert et de l'auteur-compositeur Hans van Hemert.

## Filmographie
- 1984 : Schatjes! (nl)[2]
- 1986 : Hitting the Fan![3]
- 1986 : Mama is Boos![4]
- 1988 : Honneponnetje[5]
- 2001 : I Love You Too[6]
- 2004 : Love Trap[7]